# Sabrina Seyvecou
Sabrina Ophélie Seyvecou (París, 26 d'octubre de 1982), és una actriu francesa.

## Biografia
Sabrina Seyvecou entrena a Studio Pygmalion.
El 1999, Emmanuelle Bercot va ser seleccionar-la pel paper de Zoé al telefilm Le Choix d'Élodie a M6.
El gener de 2005 participa a Choses secrètes (el seu primer llargmetratge, el 2002, amb Coralie Revel en els dos papers principals), de Jean-Claude Brisseau, al Rendez-vous d'Unifrance à Paris.
Amb els directors Olivier Ducastel i Jacques Martineau, va rodar Crustacés et Coquillages (2005), Nés en 68 (2008) i L'Arbre et la Forêt (2010).
El 2006, va mantenir el seu propi nom al curtmetratge musical My New Picture de Bertrand Bonello.
Per Cédric Klapisch, va interpretar Sidonie a Paris (2008).
René Féret la fa encarnar Sabine a Comme une étoile dans la nuit i Sara a Le Prochain Film.
Interpreta la Josette, la germana de Claude François a Cloclo de Florent Emilio Siri.
El 2014 va interpretar a la jove a Juke-Box de Ilan Klipper, però també és la mànager de cinema del cantant Christophe. El nom d'aquesta pel·lícula es converteix en el seu pseudònim com a jugadora de pòquer. Ell va encarnar Nouk a La Fille et le Fleuve d'Aurélia Georges.
Al 69è Festival Internacional de Cinema de Canes, a la Setmana dels Crítics, Victoria de Justine Triet va fer l’apertura i Bientôt les jours heureux d'Alessandro Comodin fou projectada en sessió especial.
El 30 de setembre de 2017 va presentar Le Rire de ma mère de Colombe Savignac i Pascal Ralite al 32è Festival Internacional de Cinema Francòfon de Namur.
Després de Cinq nuits de Guillaume Orignac l’octubre de 2017 fa el curtmetragte Françoise au printemps de Jean-Paul Civeyrac que fou projectat el 8 d’abril de 2018 à la Cinémathèque française.

## Filmografia

### Cinema

#### Llargmetratges
- 2002 : Choses secrètes[3] de Jean-Claude Brisseau : Sandrine
- 2005 : Crustacés et Coquillages[6] de Olivier Ducastel i Jacques Martineau : Laura
- 2007 : Cap Nord de Sandrine Rinaldi : ...
- 2008 : Fracassés de Franck Llopis : amiga d'Alice
- 2008 : Paris de Cédric Klapisch : Sidonie
- 2008 : Nés en 68 d'Olivier Ducastel i Jacques Martineau : Ludmilla
- 2008 : Comme une étoile dans la nuit de René Féret : Sabine
- 2010 : L'Arbre et la Forêt d'Olivier Ducastel it Jacques Martineau : Delphine Muller
- 2010 : Hors-la-loi de Rachid Bouchareb : Hélène
- 2012 : Cloclo[11] de Florent Emilio Siri : Josette François
- 2013 : Le Prochain Film[9] de René Féret : Sara
- 2014 : La Fille et le fleuve[15] d'Aurélia Georges : Nouk
- 2014 : Fever de Raphaël Neal : Anaïs
- 2015 : Pitchipoï de Charles Najman : Sophie / Zoé
- 2015 : La Volante de Christophe Ali i Nicolas Bonilauri : Audrey Lemans
- 2016 : Marie et les naufragés de Sébastien Betbeder : Béatrice
- 2016 : I tempi felici verranno presto[18] d'Alessandro Comodin : Ariane
- 2016 : Victoria de Justine Triet : Suzanna, l'amiga de Victoria
- 2016 : Trilogie de nos vies défaites de Vincent Dieutre : ...
- 2017 : Ce qui nous lie de Cédric Klapisch : créditée au générique. Avant-projet : Le Vin et le Vent[22]
- 2017 : Le Ciel étoilé au-dessus de ma tête d'Ilan Klipper : la quarta ex de Bruno
- 2017 : Le Rire de ma mère de Colombe Savignac i Pascal Ralite : Gabrielle
- 2018 : Féminin plurielles de Sébastien Bailly : Patricia Frey / Infermera
- 2023 : Le Processus de paix d'Ilan Klipper : Esther
- 2024 : Le Roman de Jim d'Arnaud i Jean-Marie Larrieu : Cécile

#### Curtmetratges
- 2001 : Bains-douches de Georges Spicas : la noia de 17 ans
- 2005 : Abîmes de Benoît Rambourg : ...
- 2005 : La Jeune femme qui lisait des romans d'amour de Régis Mardon : l'infermera
- 2006 : Neige, ma grimace d'Antoine Fumat : ...
- 2006 : Nouvelle génération d'Artémio Benki : ...
- 2006 : L'Opération de la dernière Chance d'Antonin Peretjatko
- 2006 : My New Picture[8] de Bertrand Bonello : Sabrina
- 2007 : Une fille normale de Laurette Polmanss : Élodie
- 2007 : Les Comédiennes d'Arnaud et Jean-Marie Larrieu : la rieuse (À chacune sa rue), l'imprevisible (Persévère dans ton être)
- 2008 : Le Jour où Ségolène a gagné de Nicolas Pariser : Alice Vacini
- 2008 : Masculin-Tonic de Nadia Jandeau : la stagiaire
- 2010 : Les Destructions d'Antoine Létra : Élise
- 2011 : Quoi ? Quelle histoire ? de Xanaë Bove-Dué : Taïs
- 2011 : Douce de Sébastien Bailly : Patricia Frey
- 2011 : Les Secrets de l'invisible d'Antonin Peretjatko
- 2012 : Françoise au printemps[21] de Jean-Paul Civeyrac : Françoise
- 2012 : Révolution de Nadia Jandeau : Daisy
- 2012 : Le Rêve de Frédérique de Mélanie Gérin i Franck Henry : Frédérique
- 2012 : Le Fleuve Seine d'Aurélia Georges : Nouk
- 2013 : Agit Pop de Nicolas Pariser : Alice
- 2014 : Juke-Box[12] d'Ilan Klipper : la jove
- 2014 : Killing Mélanie Machin d'Aymeric Goetschy : Mélanie Laurent
- 2015 : Sous la peau de Katia Scarton-Kim i Nadia Jandeau : Ève
- 2016 : Cinq nuits[20] de Guillaume Orignac : Clara
- 2018 : Flexible de Matthieu Salmon : Ena
- 2019 : Père et Fille d'Eric du Bellay : Agathe
- 2021 : Vilains de Flora Molinié : Céline

### Televisió
Telefilm
- 1999 : Le Choix d'Élodie d'Emmanuelle Bercot : Zoé

Sèries de televisió
- 2004 : SOS 18 de Jacques Malaterre, creada per Didier Cohen i Alain Krief : Sophie (episodi 3 : Accident de parcours)
- 2006 : Alex Santana, négociateur d'Eric Woreth, creada per Jean-Baptiste Delafon i Dominique Golfier : Valentine Reyner (temporada 1, épisodis 5 Accident it 6 L'Affaire Bordier)
- 2016 : Accusé de Didier Bivel, creada per Mona Achache i Anne Valton : Marie (temporada 2, episodi 4 L'histoire de Léo)
- 2016 : Emma d'Alfred Lot, creada per Manon Dillys i Sébastien Le Délézir, episodis Question de Confiance i Mort aux Vainqueurs : Alex Gestaz de Varennes
- 2018 : Le juge est une femme, episodi Irréparable : Mad Jovic
- 2018 : Une famille formidable, episodis Séparations, Un seul être vous manque, Pile ou face i Un divorce formidable : Christine
- 2019 : Alex Hugo, episodi La balade sauvage : Manon Lenoir
- 2021 : César Wagner, episodi Un doigt de mystère : Ingrid Wagner
- 2021 : The Mountain Detective, episodi The Runaways : Manon Lenoir